# Heroldia Królestwa Polskiego
Heroldia Królestwa Polskiego (skrótowiec: HKP) – instytucja państwowa o charakterze heroldii, powołana 7 lipca 1836 roku w Królestwie Polskim, przy II. Radzie Stanu, na podstawie ukazu cesarskiego władz rosyjskich oraz art. 51–55 prawa o szlachectwie z tejże daty  . Pierwszym prezesem Heroldii został hrabia Aleksander Colonna-Walewski.
Instytucja zajmowała się weryfikacją prawa do szlachectwa (tzw. legitymacja szlachectwa), a także nobilitacją osób nieszlacheckich do grona polskiej szlachty. Z potwierdzeniem tytułu szlacheckiego, bądź nadaniem tego tytułu, wiązało się wystawienie dyplomu z herbem szlacheckim, należącym do osoby legitymowanej lub nobilitowanej . Podobnie działało to w przypadku osób odrzuconych przez Heroldię.
Istnienie heroldii jest uznawane za kontrowersyjne z powodu niesłusznego zakwestionowania szlachectwa wielu osób , a także nadawaniu szlachectwa osobom, które nie miały do niego prawa . W ramach ubiegania się o potwierdzenie szlachectwa kilkadziesiąt tysięcy ludzi podjęło starania o uznanie szlachectwa; opracowano rejestr osób pozbawionych prawa legitymowania się szlachectwem, obejmujący przestępców politycznych i kryminalnych .
Ogółem Heroldia Królestwa Polskiego potwierdziła szlachectwo ponad 52 tys. osób (tzn. szóstej części dawnej szlachty), co oznaczało zmniejszenie udziału szlachty w liczbie ludności Królestwa Polskiego z ok. 7,5% do 1,7% . 
W trakcie swojej 25-letniej działalności Heroldia wylegitymowała około 5 300 rodzin . Na podstawie zgromadzonego materiału aktowego w 1851 roku opublikowała drukiem Spis szlachty Królestwa Polskiego (podając w nim nazwisko, imię osoby wylegitymowanej, imię jej ojca i numer zapisu w księdze szlachty) oraz dwujęzyczny Herbarz rodzin szlacheckich Królestwa Polskiego, wydany w 1853 roku w dwóch tomach przez Nikołaja Pawliszczewa . 
Ostatecznie Heroldia Królestwa Polskiego została zlikwidowana 5 czerwca 1861 roku . W latach 1861–1867 księgi szlacheckie prowadziła III. Rada Stanu, kiedy to po jej likwidacji zatwierdzanie tytułów szlacheckich zostało podporządkowane Departamentowi Heroldii Rządzącego Senatu w Petersburgu  . 

## Kontekst historyczny
Pierwsza carska heroldia w Królestwie Polskim powstała 3 sierpnia 1817 roku na mocy postanowienia królewskiego Aleksandra I Romanowa, obecnie znana jest pod nazwą Deputacji Senatu Królestwa Polskiego. Odtąd Senat corocznie wyznaczał deputację składającą się z trzech wojewodów i czterech kasztelanów, których zadaniem było utrzymywanie księgi tytułów honorowych zawierającej spis osób mających do nich prawo, a także rozważanie wzorów herbów dla starających się o uszlachcenie lub tytuł honorowy.
Po stłumieniu powstania listopadowego (1830–1831) carat, w oparciu o narzucony Statut Organiczny z 26 lutego 1832 r., przystąpił do realizacji polityki tzw. „ostatecznej organizacji” Królestwa Polskiego. W oparciu o tę politykę zaplanowano restrukturyzację władz terenowych i centralnych Królestwa Polskiego na wzór rosyjski, w celu zatarcia dotychczasowej autonomii, zapewnionej przez Konstytucję Królestwa Polskiego (1815), ale również przeprowadzenie reformy społeczno-prawnej w celu dopasowania struktur społecznych Królestwa Polskiego do rosyjskich standardów. Idea ta miała doprowadzić do finalnego „połączenia Rosjan i Polaków w jedną narodową wspólnotę”. W wstępie motywującym wspomniany wcześniej Statut Organiczny z 1832 r., car Mikołaj I Romanow (1796–1855) wyraził przekonanie:

„Aby Królestwo Polskie mający osobny potrzebom jego odpowiadający rząd nie przestawało być połączoną częścią Cesarstwa Naszego, aby na koniec mieszkańcy tego kraju składali odtąd z Rosjanami zjednoczony zgodnymi braterskimi uczuciami naród”.

Mikołaj I, Manifest carski z 14 lutego 1832 r.

Jedną z kluczowych reform wpisujących się w politykę „budowania zjednoczonego narodu Rosjan i Polaków” była reforma szlachectwa Królestwa Polskiego, mająca na celu upodobnienie go do rosyjskiego dworu. Ta reforma była częścią szerszej antypolskiej strategii caratu, mającej na celu nie tylko ocenę liczby szlachty w Królestwie Polskim, ale także skuteczną redukcję wpływów tej społecznej grupy, która była głównym nośnikiem kultury i tradycji dawnej Rzeczypospolitej Obojga Narodów. Była to zgodna z antypolską polityką prowadzoną przez pozostałych zaborców.
W myśl tych działań w 1832 roku powołano Tymczasowy Komitet do Rozpoznawania Szlachectwa. Ten natomiast został zastąpiony 7 lipca 1836 przez Heroldię Królestwa Polskiego.

## Prezesowie Heroldii
Decyzją carską, na wniosek namiestnika Iwana Paskiewicza, stanowisko prezesa Heroldii Królestwa Polskiego objął hrabia Aleksander Colonna-Walewski, dotychczasowy prezes Komitetu Rozpoznającego Dowody Szlachectwa. W latach 1845–1846 zastąpił go książę Maksymilian Jabłonowski, a następnie generał Michał Włodek, który od czerwca 1850 r. został prezesem Heroldii. Po jego śmierci 15 stycznia 1853 r. stanowisko prezesa tej instytucji do połowy 1855 r. pełnił gen. dym. Zygmunt Kurnatowski. Po jego rezygnacji prezesem był Józef Tymowski od marca 1857 r. W okresie marzec 1857 – marzec 1858 r. prezesem Heroldii Królestwa Polskiego był Antoni Franciszek Drzewiecki, którego na okres marzec – kwiecień 1858 r. zastąpił hrabia Fryderyk Skarbek. Ostatnim prezesem Heroldii Królestwa Polskiego od maja 1858 r. do jej rozwiązania w 1861 r. był Stanisław Szczęsny Kossakowski.

## Galeria

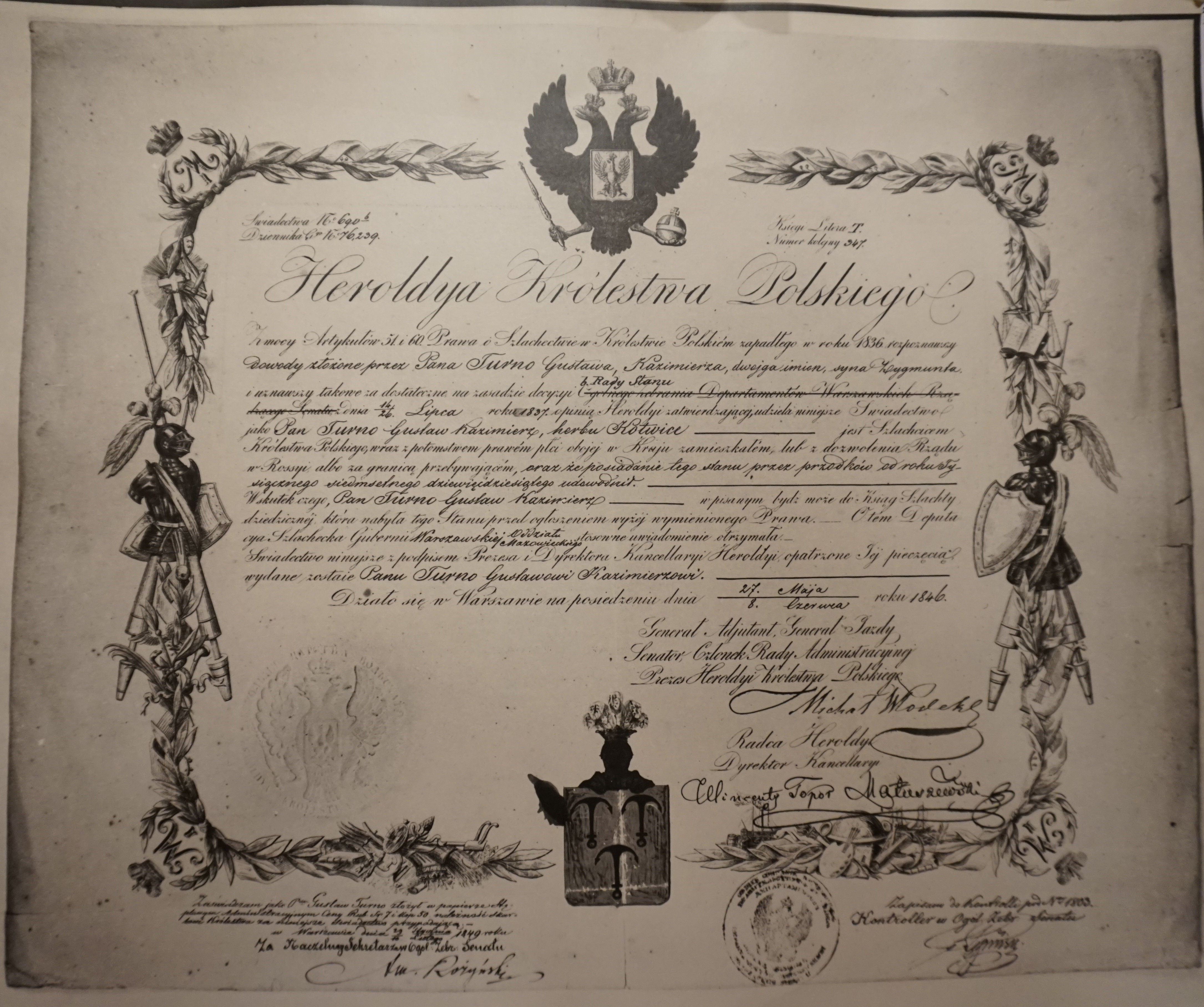
Certyfikat Gustawa Turno herbu własnego (1846)
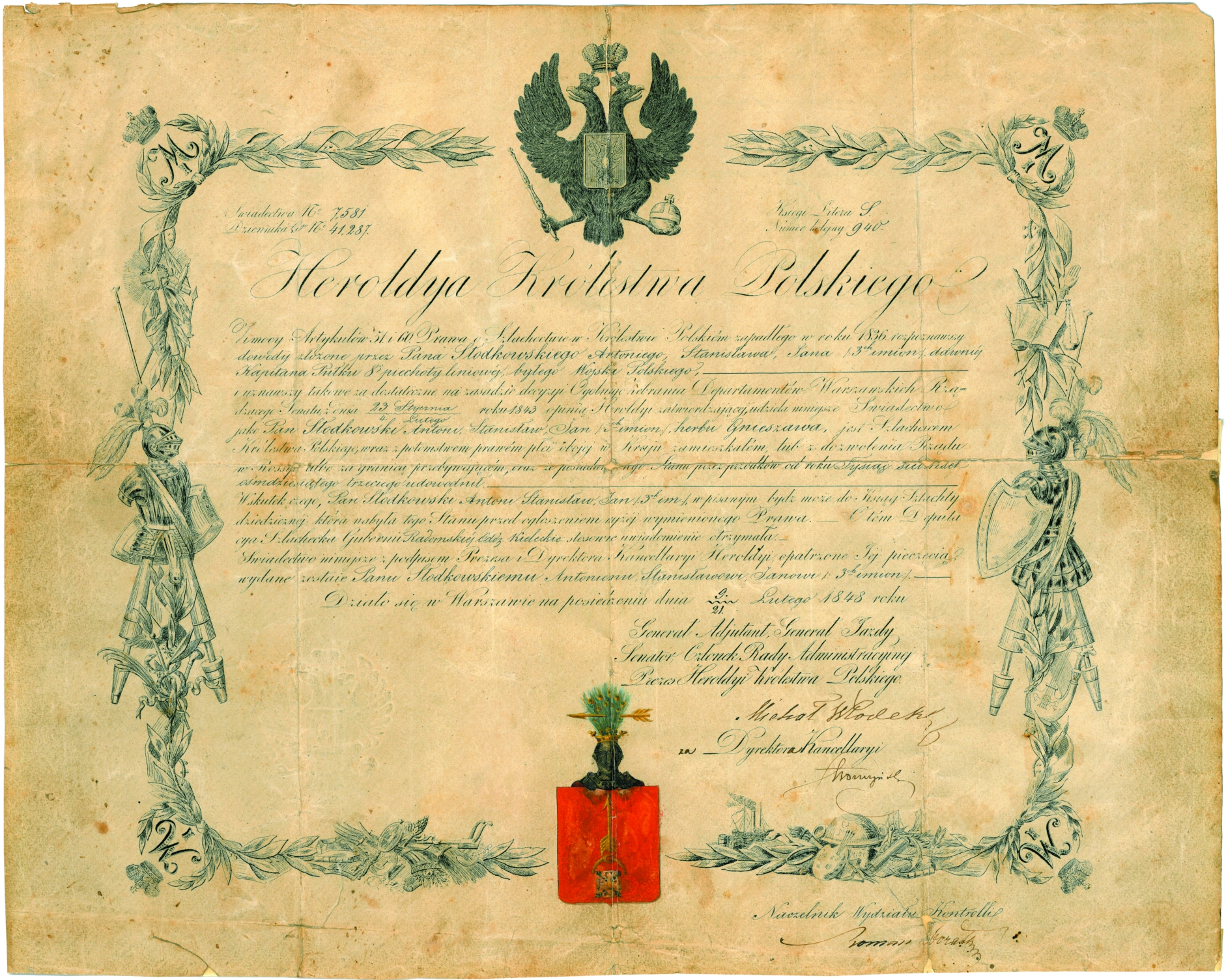
Certyfikat Antoniego Słodkowskiego herbu Gnieszawa (1848)
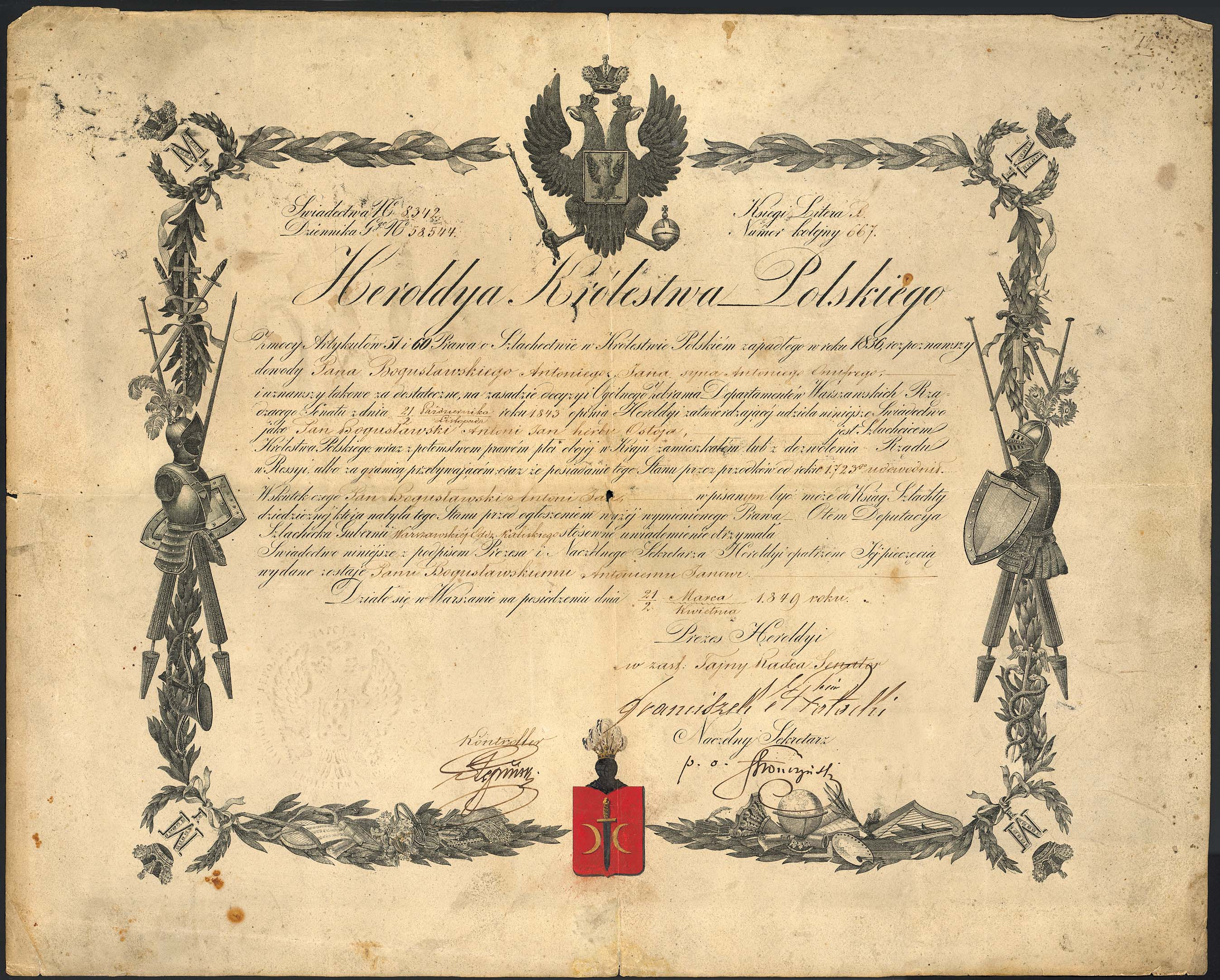
Certyfikat Antoniego Jana Bogusławskiego herbu Ostoja (1849)
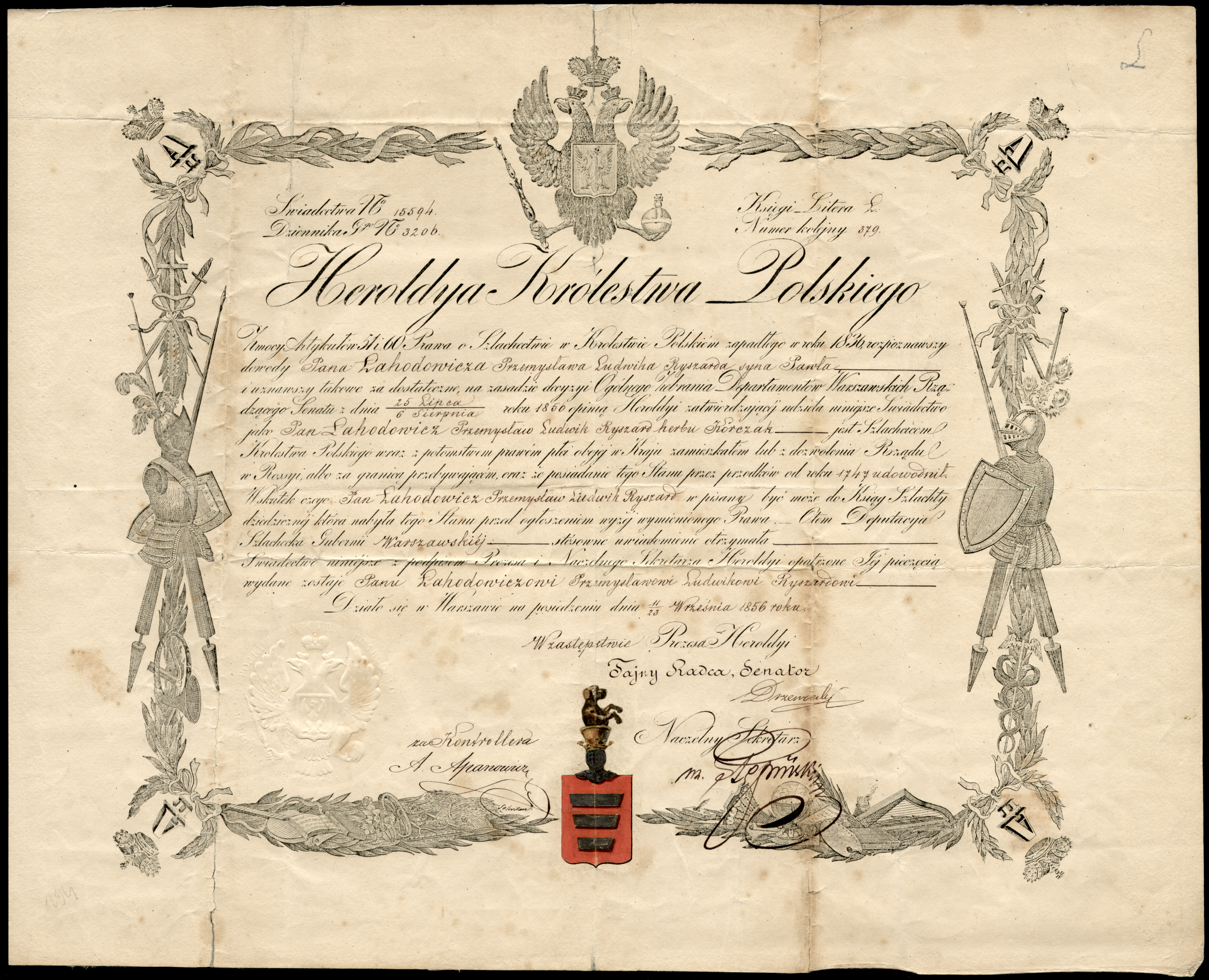
Certyfikat Przemysława Lahodowicza herbu Korczak (1856)
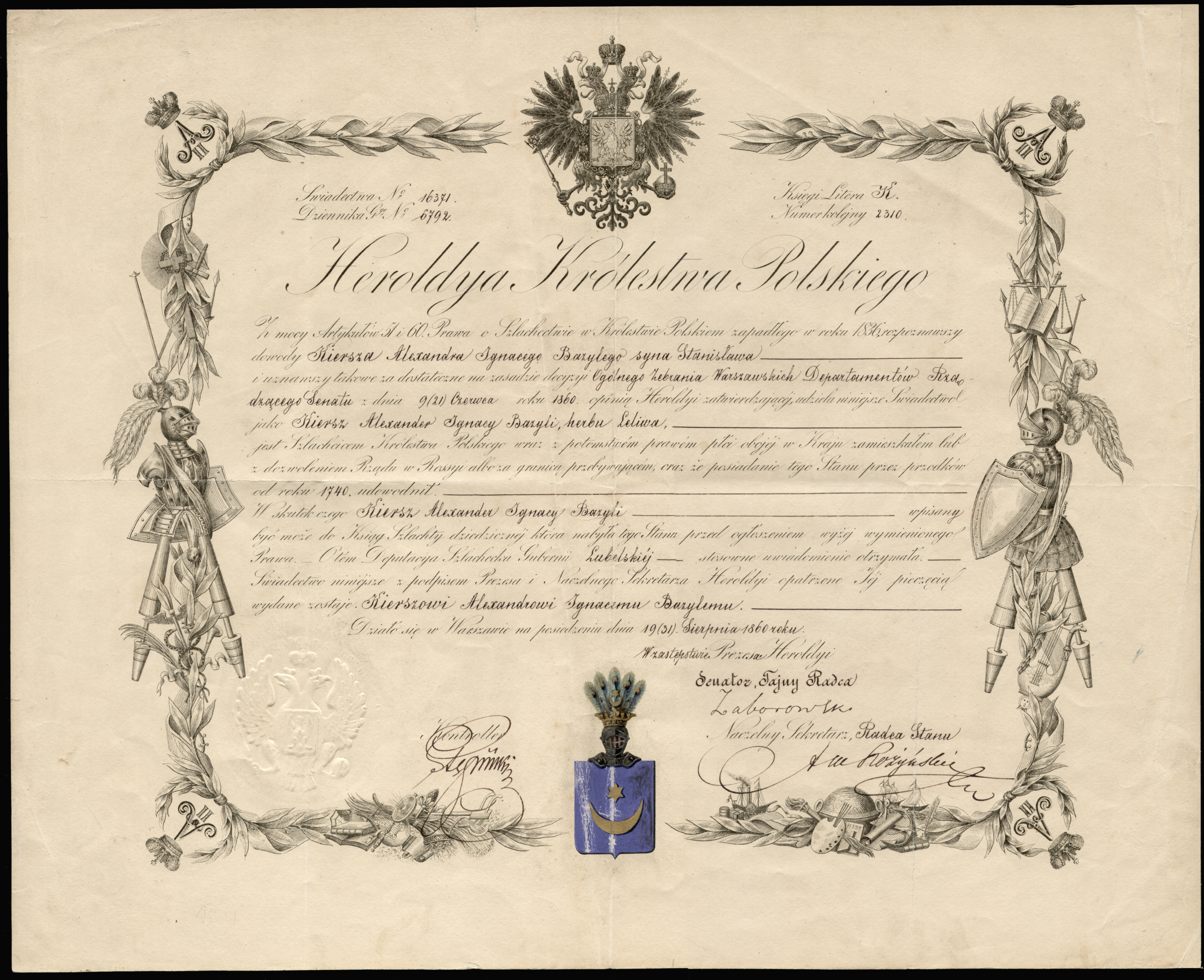
Certyfikat Aleksandra Kiersza herbu Leliwa (1860)
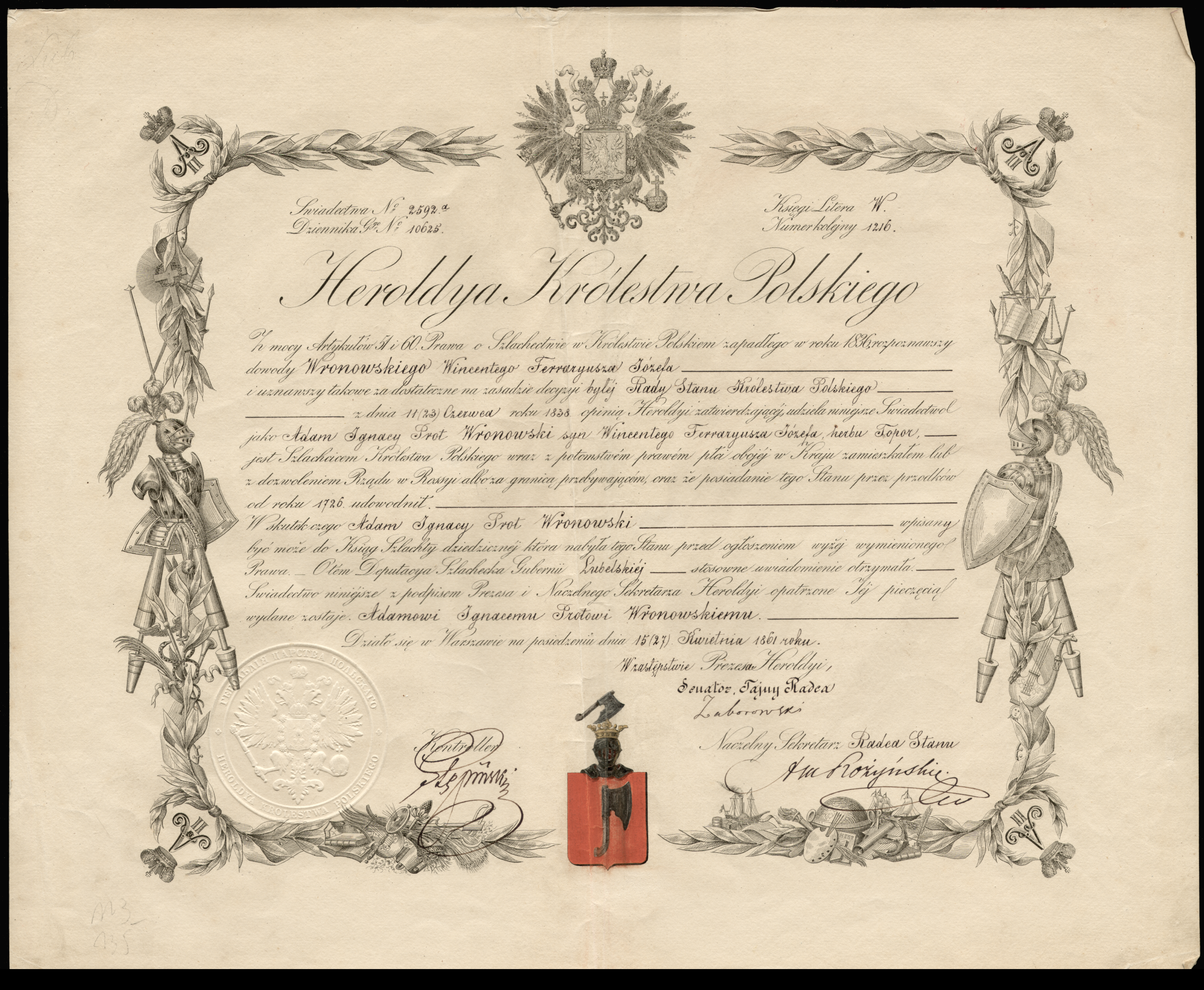
Certyfikat Adama Wronowskiego herbu Topór (1861)
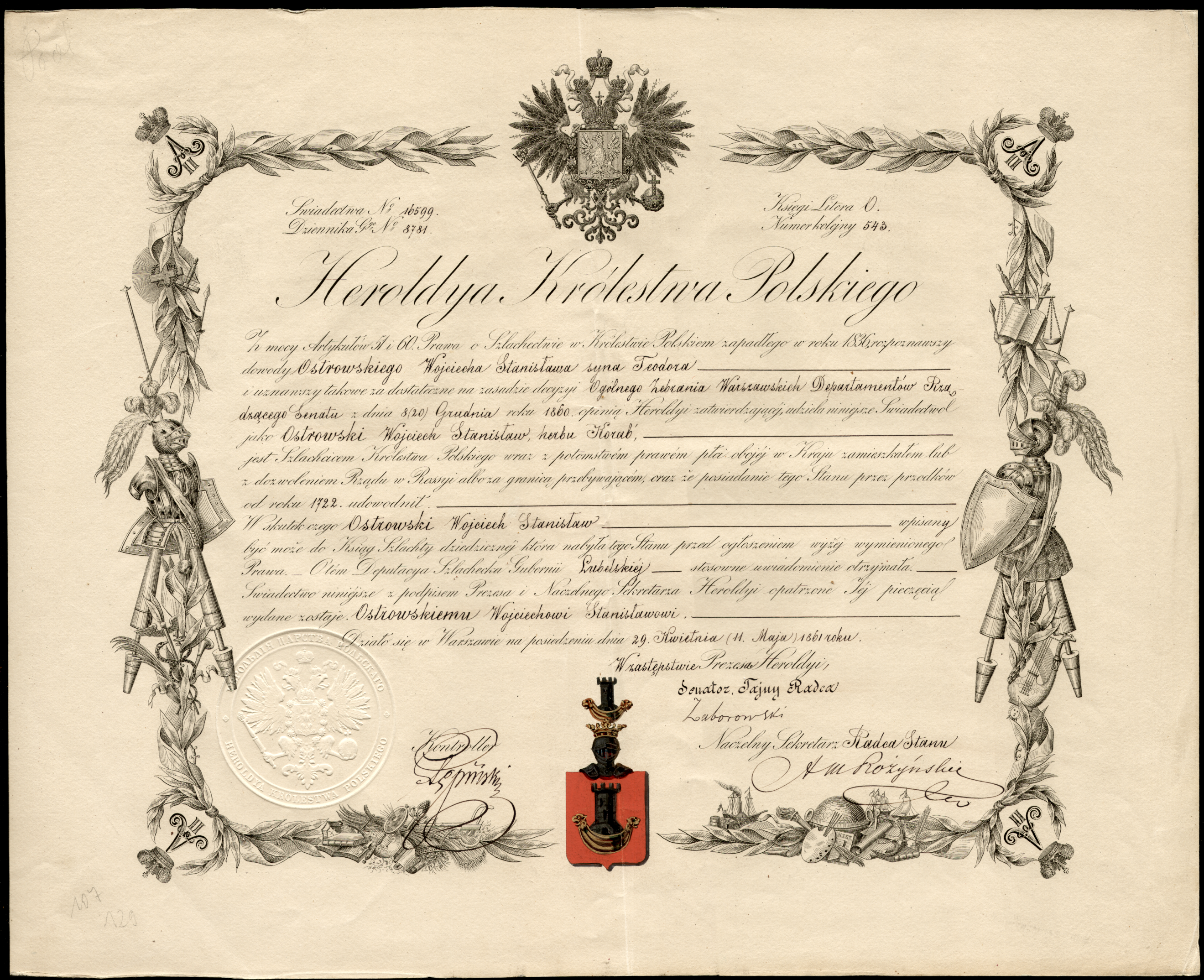
Certyfikat Wojciecha Ostrowskiego herbu Łodzia (1861)